# Фаворитка
«Фаворитка» (фр. La favorite, італ. La favorita) — велика опера на 4 дії італійського композитора Гаетано Доніцетті. Французьке лібрето Альфонса Руайє та Гюстава Ваеза за мотивами драми Бакюлара Д'Арно «Граф де Комменж». Прем'єра відбулася 2 грудня 1840 року в Парижі в Академії музики.
В опері виведено реальну особу — коханку короля Кастилії Альфонса XI Леонору Нуньєс де Гусман (1310–1351), у якої було десятеро дітей від короля.

## Історія створення

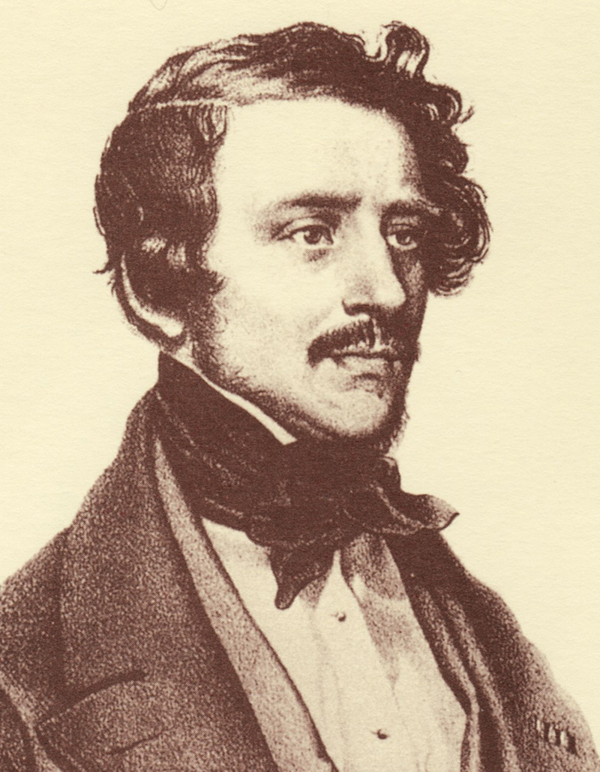
Гаетано Доніцетті

Спочатку опера, написана в 1839 році, носила назву «Ангел Нізіди» і призначалася для театру Ренесанс, але театр закрився. Композитор дописав оперу, надавши їй риси французької великої опери, і змінив назву. Лібрето було без участі Доніцетті перекладено італійською мовою, і опера була представлена в італійській версії в 1842 році в Падуї під назвою «Леонора Гусман», в 1843 в Мілані в Ла Скала під назвою «Ельда». Надалі італійська версія опери виконувалася під назвою «Фаворитка» і утвердилася в репертуарах краще ніж оригінальна французька.
Саме в цій опері 1893 року дебютувала на оперній сцені Соломія Крушельницька.

## Дійові особи
| Партія                                                                      | Голос        | Виконавець на прем'єрі 2 грудня 1840 (Диригент: Франсуа Антуан Абенек) |
| --------------------------------------------------------------------------- | ------------ | ---------------------------------------------------------------------- |
| Леонора ді Гусман                                                           | мецо-сопрано | Розіна Штольц                                                          |
| Інеса, повірниця Леонори                                                    | сопрано      | Еліан                                                                  |
| Фердинанд                                                                   | тенор        | Жільбер Дюпре                                                          |
| Альфонс XI, король Кастилії                                                 | баритон      | Поль Баруалье                                                          |
| Балтазар, настоятель монастиря                                              | бас          | Ніколя Левассер                                                        |
| Дон Гаспар, королівський міністр                                            | тенор        | П'єр Франсуа Вартель                                                   |
| Мер, придворні, пажі, сторожа, монахи Ордена святого Якова Компостельського |              |                                                                        |

## Зміст
Дія відбувається в Іспанії на початку XIV століття.

### Дія перша
Сцена перша. Монастир Святого Якова Компостельського. Молодий послушник Фердинанд заявляє настоятелю Балтазару, що він відмовляється від обітниці послуху: серце його охоплено любов'ю до жінки, імені та положення якої він не знає. Балтазар неохоче відпускає Фердинанда з монастиря.
Сцена друга. Сад в резиденції Леонори. Інеса розповідає дамам, що Леонора, фаворитка короля, полюбила молодого послушника Фердинанда і наказала їй запросити його сюди. Інеса розшукала Фердинанда, і він з'являється у резиденції. Леонора закликає Фердинанда не шукати зустрічей з нею: любов принесе їм лише нещастя. Але вона любить його і хоче, щоб він досяг високого становища. Леонора вручає Фердинанду королівський указ про присвоєння йому офіцерського чину. Побачення перериває Інеса: прийшов король і вимагає Леонору до себе. Закохані прощаються. Фердинанд вирішує, що Леонора займає надто високе положення, і йому потрібно добути собі славу, щоб з'єднатися з коханою.

### Дія друга
Сад королівського палацу Алькасар. Міністр Дон Гаспар повідомляє королю, що іспанська армія під командуванням молодого офіцера Фердинанда здобула рішучу перемогу над маврами. Король задоволений, він готовий нагородити переможця і запрошує Леонору взяти участь в урочитстостях. Але Леонорі не весело — вона полюбила Фердинанда, і зв'язок з королем для неї не прийнятний.
В сад виходять придворні. Дон Гаспар оголошує про перемогу над маврами. Раптово входить Балтазар. Він привіз папську буллу, за якою король повинен порвати відносини з фавориткою і відновити в правах свою дружину. Король не збирається підкорятися папському вимогу. Балтазар заявляє, що якщо король не підкориться до завтра, він буде підданий анафемі.

### Дія третя.
Тронна зала. Фердинанд, який отримав перемогу над маврами, прибув із звітом до короля. Входять король і Дон Гаспар. Король повідомляє міністрові, що схильний прийняти умову папської булли, щоб не накликати на Кастилії конфлікт з церквою. Побачивши Фердинанда, король радісно вітає його. Входить Леонора. Вона також вражена зустріччю з коханим. Король питає у Фердинанда, який нагороди він хотів би за свій подвиг. Не замислюючись Фердинанд просить у короля руки Леонори. Король вражений: це доля — конфлікт з церквою розв'язався сам собою. Король веде Фердинанда. Леонора в сум'ятті. Вона любить Фердинанда, але збентежена своїм двозначним становищем. Інеса втішає її. З'являється король, Фердинанд, Дон Гаспар і всі придворні. Король посвячує Фердинанда в лицарі ордена Святого Якова, дарує графський титул і віддає руку Леонори.
Дон Гаспар, незадоволений піднесенням Фердинанда, розповідає придворним, що його нагороди обумовлені не стільки перемогою над маврами, скільки одруженням на колишній коханці короля. Придворні перешіптуються. Входить Балтазар, щоб дізнатися рішення короля. Дон Гаспар повідомляє йому, що король виконає умови Папи: він видає свою коханку заміж за іншого — за Фердинанда. Фердинанд приголомшений. Під звуки маршу король підводить до Фердинанда Леонору у весільному вбранні, але Фердинанд кидає під ноги королю ланцюг ордена Святого Якова і відмовляється від графського титулу, шлюбу, який він вважає ганебним, й тікає разом з Балтазаром.

### Акт четвертий.
Монастир Святого Якова. Балтазар готує Фердинанда до посвячення в ченці. Всю ніч він повинен молитися, а завтра вранці буде здійснений обряд. Почуття Фердинанда в сум'ятті. Він як і раніше любить Леонору, але погорда змусила його відректися від нареченої. З'являється молодий чернець. Він шукає Фердинанда і просить залишити його з ним наодинці. Коли ченці йдуть, юнак знімає відлогу — це Леонора. Вона покинула двір короля і пішки прийшла в монастир в пошуках коханого. Колишнє почуття повністю опановує Фердинандом. Він готовий кинути все, поїхати з Леонорою, але Леонора від нервового і фізичного перевантаження раптово вмирає у ніг Фердинанда. Фердинанд приречений на життя в монастирі.